# مقاطعة ورامين
مقاطعة ورامين (بالفارسية: شهرستان ورامین) هي مقاطعة تقع في محافظة طهران في إيران. عاصمة المقاطعة هي ورامين. في تعداد عام 2006، بلغ عدد سكان المقاطعة 258,498. يوجد في المقاطعة مدينتان هما ورامين وجواد آباد .